# راه حل (فیلم)
راه حل یک فیلمی کوتاه به کارگردانی و نویسندگی عباس کیارستمی است که در سال (۱۳۵۷ خورشیدی) منتشر شد.

## داستان
مردی در کنار جاده به انتظار کمک برای رفع پنچری چرخ ماشینش ایستاده است. اما هیچ ماشینی نمی‌ایستد و هیچ‌کس توجهی نمی‌کند.